# Czuwasze
Czuwasze (czuwask. чǎвашсем, ros. чуваши, tatar. Чуашлар) – naród pochodzenia turkijskiego, zamieszkujący Czuwaską Republikę Autonomiczną oraz w mniejszej liczbie sąsiednie Tatarstan i Baszkirię.
Ich liczbę na przełomie XX i XXI w. oceniało się na 1,7–1,8 mln. Aż do XVIII wieku wyznawali szamanizm, od tego czasu nominalnie są prawosławni; od końca lat 80. obserwowany jest powrót do dawnych wierzeń. Niekiedy można spotkać się z nazwą Bułgarzy. Plemiona bułgarskie, które osiedliły się na Bałkanach w VII wieku były odłamem tego samego ludu, którego potomkami są współcześni Czuwasze, pochodzą też od innych ludów. Są trzecią co do liczebności grupą etniczną w Kazaniu (1,2%). Podejrzewa się, że powstali wskutek zmieszania Sabirów, Suwarów lub/i innego plemienia huńskiego z miejscową ludnością nadwołżańską.